# Radoald
Radoald (również Raduald) (ur. ? – zm. 651) – książę Benewentu (najdalej na południe wysunięte księstwo Longobardów w średniowiecznych Włoszech) w latach 646–651.
Jego starszy brat Aiulf był umysłowo niezrównoważony więc Radoald wraz ze swym młodszym bratem Grimoaldem zostali regentami. Radoald i Grimoald byli braćmi jako młodsi synowie Gisulfa II księcia Friuli. Zostali adoptowani przez Arechisa I ojca Aiulfa.
W 646 słowiańscy grabieżcy wylądowali niedaleko Siponto nad Morzem Adriatyckim. Aiulf osobiście poprowadził oddziały przeciw intruzom, lecz jego koń wpadł do dołu wykopanego przez Słowian wokół ich obozu i został osaczony i zabity. Jego następcą, z pomocą króla Rothariego, został Radoald. Radoald znał język Słowian i skłonił ich do odejścia. Jego następcą został Grimoald.